# Adriano Fuscone
Adriano Fuscone (falecido em 1578) foi um prelado católico romano que serviu como bispo de Aquino (1552–1578).

## Biografia
No dia 22 de outubro de 1552, Adriano Fuscone foi nomeado durante o papado de Júlio III como Bispo de Aquino. A 16 de dezembro de 1554, foi consagrado bispo por Giovanni Michele Saraceni, arcebispo de Acerenza e Matera, com Ascanio Ferreri, bispo emérito de Montepeloso, e Giovanni Andrea Croce, bispo de Tivoli, servindo como co-consagradores. Serviu como Bispo de Aquino até à sua morte em 1578.

## Sucessão episcopal
Enquanto bispo, foi o co-consagrador principal de:
- Romolo Cesi, Bispo de Narni (1566);
- Egidio Valenti, Bispo de Nepi e Sutri (1566);
- Matteo Andrea Guerra, bispo de Fondi (1567);
- Jerome de Leonibus, Bispo de Sagone (1567);
- Giovan Mario de Alessandri, bispo de Oppido Mamertina (1567);
- Girolamo Rustici, Bispo de Tropea (1570);
- Giulio Fioretti, bispo de Quíron (1572); e
- Marco Saracini, Bispo de Volterra (1574).